# Eurytoma acus
Eurytoma acus är en stekelart som beskrevs av Bugbee 1941. Eurytoma acus ingår i släktet Eurytoma och familjen kragglanssteklar. Inga underarter finns listade i Catalogue of Life.